# Italia ai VII Giochi olimpici invernali
L'Italia partecipò ai VII Giochi olimpici invernali, svoltisi a Cortina d'Ampezzo, Italia, dal 26 gennaio al 5 febbraio 1956, con una delegazione di 65 atleti, 12 dei quali donne. L'Italia chiuse questa edizione di casa, la prima della storia, all'ottavo posto del medagliere con tre medaglie, una d'oro e due d'argento, tutte conquistate nel bob.

## Medaglie

### Medagliere per discipline
| Sport  | Oro | Argento | Bronzo | Totale |
| ------ | --- | ------- | ------ | ------ |
| Bob    | 1   | 2       | 0      | 3      |
| Totale | 1   | 2       | 0      | 3      |

### Medaglie d'oro
| Medaglia | Nome                               | Sport | Evento  |
| -------- | ---------------------------------- | ----- | ------- |
| Oro      | Lamberto Dalla Costa Giacomo Conti | Bob   | Bob a 2 |

### Medaglie d'argento
| Medaglia | Nome                                                       | Sport | Evento  |
| -------- | ---------------------------------------------------------- | ----- | ------- |
| Argento  | Eugenio Monti Ulrico Girardi Renzo Alverà Renato Mocellini | Bob   | Bob a 4 |
| Argento  | Eugenio Monti Renzo Alverà                                 | Bob   | Bob a 2 |